# Symfonie nr. 98 (Haydn)
De Symfonie nr. 98 is een symfonie van Joseph Haydn, voltooid in 1792. Het is de zesde uit zijn Londense symfonieënreeks, die hij componeerde naar aanleiding van 2 bezoeken aan Londen. Het werk werd voor het eerst uitgevoerd op 2 maart 1792 in de Hanover Square Rooms in Londen.

## Bezetting
- 2 fluiten
- 2 hobo's
- 2 fagotten
- 2 hoorns
- 2 trompetten
- Pauken
- Strijkers
- Piano of klavecimbel

## Delen
Het werk bestaat uit vier delen:
1. Adagio - Allegro
2. Adagio
3. Menuetto: Presto
4. Finale: Presto